# Gene Trosch
Gene Trosch é um ex-jogador profissional de futebol americano estadunidense.

## Carreira
Gene Trosch foi campeão da Super Bowl IV jogando pelo Kansas City Chiefs.